# Bothrops alternatus
Bothrops alternatus este o specie de șerpi din genul Bothrops, familia Viperidae, descrisă de Auguste Henri André Duméril și Bibron 1854. Conform Catalogue of Life specia Bothrops alternatus nu are subspecii cunoscute.